# 니타르두스
니타르두스(라틴어: Nithardus, 독일어: Nithard 니타르트[*], 795년/800년 ~ 844년/845년 6월 14일)는 프랑크 왕국의 왕족이자 역사가였다. 시민 전쟁 와중인 842년 2월 12일 서프랑크 왕국의 국왕 카를 2세와 동프랑크 왕국의 국왕 루트비히 2세 사이의 협정문인 스트라스부르크 서약을 작성한 것으로 알려져 있다. 루트비히 1세가 자녀들에게 상속, 분배하는 과정을 기록으로 남겼다. 샤를마뉴의 외손자였다.
샤를마뉴의 궁정 시인인 안길베르트와 샤를마뉴와 힐데가르트의 딸 베르타 사이에서 태어났다. 성인이 된 뒤에는 서프랑크 왕국의 사촌 대머리왕 카를 2세의 총신이자 후견인으로 활동했다.

## 생애
그는 샤를마뉴의 궁정 시인인 안길베르트와 샤를마뉴와 힐데가르트의 딸 베르타 사이에서 태어났으나, 일설에는 사생아라는 설도 있다. 형제로는 하르트니드(Hartnid)가 있었다. 그러나 일찍 아버지를 여의고, 외삼촌인 황제 경건왕 루트비히 1세의 궁정에서 자랐으며, 제국의 궁전과 성 리퀴에 대수도원을 오갔다. 그의 아버지 안길베르트는 한때 성 리퀴에 대수도원의 원장을 지내기도 했다. 나중에 니타르트 역시 성 리퀴에 대수도원의 원장을 지냈다.
성인이 된 뒤에는 서프랑크 왕국의 사촌 대머리왕 카를 2세의 총신이자 후견인으로 활동했다. 그는 대머리왕 카를 2세를 따라 서프랑크의 해변을 침략하는 바이킹과 교전하였다. 814년 퐁테우(Ponthieu) 백작에 임명되었다. 정확한 시점은 알려져 있지 않으나 그도 성 리퀴에 대수도원의 원장을 역임했다.
경건왕 루트비히 사후 발생한 시민전쟁 중에는 대머리 카를 2세를 지지하여, 로타르 1세와 교전했다. 841년 6월 대머리왕 카를 2세를 따라 퐁트누아 전투 (841년)에서 활약했다. 842년 2월 12일 서프랑크 왕국의 국왕 카를 2세와 동프랑크 왕국의 국왕 루트비히 2세 사이의 협정문인 스트라스부르크 서약을 그가 작성한 것으로 알려져 있다.
저서로는 대머리 카를의 명으로 지은 경건한 루도비쿠스와 그의 아들들의 역사 4권 등을 남겼다. 844년 혹은 845년 앙굴렘 근처 노스망(Northmen)에서 스칸디나비아인들과의 전투 중 입은 부상의 후유증으로 전사했다. 아키텐이 피핀 2세와 싸우다 전사했다는 설도 있다. 그의 정확한 사망 시점은 알려져 있지 않으나, 6월 14일이었을 것으로 추정된다. 11세기 경 부상과 골절로 사망한 그의 유골이 아버지 안길베르트가 안치된 곳 근처에서 발견되었다. 그의 유골이 있다는 전승에 따라 1989년 이후 성 리퀴에 성당 내에서 안치된 유골을 조사하던 중, 1989년 6월 프랑스의 교수 호노레 버나드(Honoré Bernard) 교수의 발굴팀에 의해 아버지 안길베르트의 유골과 함께 성 리퀴에 성당에서 발견되었다. 2016년 2월 16일 공개된 그의 유골은 골절된 상태였고, 두개골은 금이 간 상태였다.

## 가족 관계
- 아버지 : 안길베르투스
- 어머니 : 베르타, 카롤루스 대제의 딸
- 외할아버지 : 카롤루스 대제
  - 외삼촌 : 피피노 카를로만
  - 외삼촌 : 경건왕 루트비히 1세
    - 외사촌 : 로타리우스 1세
    - 외사촌 : 아키텐인 피핀 1세
    - 외사촌 : 독일인 루트비히 2세
    - 외사촌 : 대머리왕 카를 2세

## 같이 보기
- 카롤링거 왕조
- 서프랑크 왕국
- 안길베르트
- 샤를마뉴
- 카를 2세